# Yash Chopra
Yash Raj Chopra (Lahore, 27 de setembre del 1932 - Bombai, 21 d'octubre del 2012) va ser un director de cinema i guionista indi, així com un dels productors més importants de la indústria cinematogràfica de Bollywood, sent el fundador de la societat de producció i distribució de pel·lícules Yash Raj Films. Mestre de la comèdia i del drama romàntic, d'entre les seves realitzacions més importants es poden citar Deewar, Lamhe, Darr, Dil to Pagal Hai o Veer-Zaara. Pel que fa a les seves produccions, destaquen pel·lícules com Dilwale Dulhania Le Jayenge, Mohabbatein, Saathiya o Hum Tum. Es tracta d'un dels pocs realitzadors que, havent començat la seva carrera als anys 50, encara es va mantenir al davant de l'escena fins a la seva mort. Durant la seva carrera va estar guardonat, entre molts d'altres premis, amb quatre Filmfare al millor director i quatre Filmfare a la millor pel·lícula. Signe de la seva notorietat i importància, també va rebre la Legió d'Honor francesa i va ser el primer indi a rebre els honors dels BAFTA.

## Biografia
Yash Chopra va néixer a Laohre, a l'Índia Britànica (ara el Pakistan), ciutat que després de la partició de les Índies el 1947 va integrar-se al Pakistan. Va passar la infància a Jalandhar, al Panjab, i als 19 anys s'instal·la a Bombai per treballar al cinema amb el seu germà gran Baldev Raj Chopra, que era director. Durant els anys 60 i 70, va anar introduint idees innovadores en les seves pel·lícules: paisatges romàntics, vestuaris sumptuosos i cançons occidentalitzades, tota una sèrie d'ingredients que esdevindran inevitables en les futures produccions de Bollywood. Durant la seva carrera va mantenir una relació privilegiada amb les estrelles masculines de dues generacions diferents, Amitabh Bachchan i Shahrukh Khan, cosa que li va permetre obtenir diversos premis. El 1970 va fundar la societat de producció Yash Raj Films, que es va convertir en una de les més importants de tota l'Índia.
Yash Chopra tenia dos fills implicats en la indústria cinematogràfica: Aditya (director, guionista i productor) i Uday (actor).

## Filmografia
- 1957: Naya Daur, de Baldev Raj Chopra - ajudant de Baldev Raj Chopra
- 1959: Dhool Ka Phool, amb Mala Sinha, Ashok Kumar i Rajendra Kumar - director
- 1961: Kanoon, de Baldev Raj Chopra - director associat
- 1961: Dharmputra, amb Mala Sinha i Shashi Kapoor - director
- 1965: Waqt, amb Sunil Dutt, Sadhana, Raaj Kumar i Shashi Kapoor - director
- 1969: Aadmi aur Insaan, amb Dharmendra, Saira Banu i Feroz Khan - director
- 1969: Ittefaq, amb Nanda i Rajesh Khanna - director
- 1973: Daag: A Poem of Love, amb Sharmila Tagore, Rajesh Khanna i Raakhee - director i productor
- 1973: Joshila, amb Dev Anand, Hema Malini i Raakhee - director
- 1975: Deewaar, amb Shashi Kapoor, Amitabh Bachchan i Neiu Singh - director
- 1976: Kabhi Kabhie, amb Amitabh Bachchan, Shashi Kapoor i Rishi Kapoor - director i productor
- 1977: Doosra Aadmi, de Ramesh Talwar, amb Rishi Kapoor, Shashi Kapoor i Raakhee - productor
- 1978: Trishul, amb Amitabh Bachchan, Sanjeev Kumar i Shashi Kapoor - director
- 1979: Noorie, de Manmohan Krishna, amb Farooq Shaikh i Poonam Dhillon - productor
- 1979: Kaala Patthar, amb Shashi Kapoor, Raakhee i Amitabh Bachchan - director i productor
- 1981: Nakhuda, de Dilip Naik, amb Raj Kiran i Swaroop Sampat - productor
- 1981: Silsila, amb Shashi Kapoor, Amitabh Bachchan i Jaya Bachchan - director i guionista
- 1982: Sawaal, de Ramesh Talwar, amb Shashi Kapoor, Randhir Kapoor i Swaroop Sampat - productor
- 1984: Mashaal, amb Dilip Kumar, Anil Kapoor i Rati Agnihotri - director i productor
- 1985: Faasle, amb Sunil Dutt i Rekha - director i productor
- 1988: Vijay, amb Rajesh Khanna, Anil Kapoor i Rishi Kapoor - director i productor
- 1989: Chandni, amb Vinod Khanna, Rishi Kapoor i Sridevi - director i productor
- 1991: Lamhe, amb Anil Kapoor i Sridevi - director i productor
- 1992: Parampara, amb Sunil Dutt, Vinod Khanna i Aamir Khan - director
- 1993: Darr, amb Sunny Deol, Juhi Chawla i Shahrukh Khan - director i productor
- 1993: Aaina, de Deepak Sareen, amb Jackie Shroff, Amrita Singh i Juhi Chawla - productor
- 1994: Yeh Dillagi, de Naresh Malhotra, amb Akshay Kumar, Kajol i Saif Ali Khan - productor
- 1995: Dilwale Dulhania Le Jayenge, d'Aditya Chopra, amb Shahrukh Khan, Kajol, Amrish Puri i Anupam Kher - productor
- 1997: Dil To Pagal Hai, amb Shahrukh Khan, Madhuri Dixit i Karisma Kapoor - director, guionista i productor
- 1997: Humko Ishq Ne Mara (telefilm d'Arjun Sablok) - productor
- 2000: Mohabbatein, de Aditya Chopra, amb Amitabh Bachchan, Shahrukh Khan i Aishwarya Rai - productor
- 2002: Mere Yaar Ki Shaadi Hai, de Sanjay Gadhvi, amb Uday Chopra, Sanjana, Jimmy Shergill, Bipasha Basu - productor
- 2002: Mujhse Dosti Karoge!, de Kunal Kohli, amb Hrithik Roshan, Rani Mukherjee i Kareena Kapoor - productor
- 2002: Saathiya, de Shaad Ali, amb Rani Mukherjee i Vivek Oberoi - productor
- 2004: Hum Tum, de Kunal Kohli, amb Saif Ali Khan i Rani Mukherjee - productor
- 2004: Dhoom, de Sanjay Gadhvi, amb Abhishek Bachchan, Uday Chopra, John Abraham i Esha Deol - productor
- 2004: Veer-Zaara, amb Shahrukh Khan, Preity Zinta i Rani Mukherjee - director i productor
- 2005: Bunty Aur Babli, de Shaad Ali, amb Amitabh Bachchan, Abhishek Bachchan i Rani Mukherjee - productor
- 2005: Salaam Namaste, de Siddharth Anand, amb Saif Ali Khan, Preity Zinta i Arshad Warsi - productor
- 2005: Neal'N'Nikki, d'Arjun Sablok, amb Uday Chopra i Tanisha - productor
- 2006: Fanaa, de Kunal Kohli, amb Aamir Khan i Kajol - productor
- 2006: Dhoom 2, de Sanjay Gadhvi, amb Abhishek Bachchan, Uday Chopra, Hrithik Roshan i Aishwarya Rai - productor
- 2006: Kabul Express - productor
- 2007: Ta Ra Rum Pum - productor
- 2007: Jhoom Barabar Jhoom - productor
- 2007: Chak De India - productor
- 2007 :Laaga Chunari Mein Daag - productor
- 2007 :Aaja Nachle - productor
- 2008: Tashan - productor
- 2008: Thoda Pyaar Thoda Magic - productor
- 2008: Bachna Ae Haseeno - productor
- 2008: Roadside Romeo - productor
- 2008: Rab Ne Bana Di Jodi - productor
- 2009: New York - productor
- 2009: Dil Bole Hadippa - productor
- 2009: Rocki Singh: Salesman of the Year - productor
- 2010: Pyaar Impossible - productor
- 2012: Jab Tak Hai Jaan - director

## Premis
- 1965: Filmfare Award al millor director, Waqt
- 1969: Filmfare Award al millor director, Ittefaq
- 1973: Filmfare Award al millor director, Daag
- 1975: Filmfare Award al millor director, Deewar
- 1991: Filmfare Award a la millor pel·lícula, Lamhe
- 1995: Filmfare Award a la millor pel·lícula, Dilwale Dulhania Le Jayenge
- 1997: Filmfare Award a la millor pel·lícula, Dil To Pagal Hai
- 2004: Filmfare Award a la millor pel·lícula, Veer-Zaara
- 2006: Filmfare Power Award
- 2007: Filmfare Power Award
- 2008: Filmfare Power Award